# Каммарано, Сальвадоре
Сальваторе Каммарано (итал. Salvadore Cammarano; 19 марта 1801, Неаполь, — 17 июля 1852, там же) — итальянский поэт, драматург и либреттист.
Выходец из большой неаполитанской театральной семьи, сын художника Джузеппе Каммарано. Написал почти 40 оперных либретто, включая несколько для Гаэтано Доницетти («Лючия ди Ламмермур» (1835), «Роберто Деверё» (1837) и «Полиевкт» (1840)), Джузеппе Верди («Альзира» (1845), «Битва при Леньяно» (1849), «Луиза Миллер» (1849) и «Трубадур» (1853)). Сальваторе Каммарано умер в 1852 году при написании последнего акта либретто «Трубадура».
Его сын, Микеле Каммарано, стал художником.